# Berging (water)
Berging van water is een term die zowel bij capaciteitsbepaling van riolering gebruikt wordt als voor retentiegebieden en waterbergingsgebieden, bijvoorbeeld in geval van dreigende overstroming.

## Riool
Met berging van water bij riolen wordt aangegeven hoeveel water het riool kan bergen voordat het tot overstort komt. Een rioolstelsel heeft berging in de buizen en putten en wordt afgemeten aan de hoeveelheid verhard oppervlak. Bij 40 mm berging is er 400 m³ berging per hectare verhard oppervlak nodig (0,040 m × 10.000 m²). Vaak worden bergingsvoorzieningen zoals een bergbezinkbassin gebouwd om aan de bergingseisen te kunnen voldoen.
Berging kan twee doelen beogen. Het eerste doel is het verminderen van de hoeveelheid rioolwater dat overstort naar het oppervlaktewater. Met name in verband met de Europese Kaderrichtlijn Water (KRW) zal de waterkwaliteitsbeheerder strengere eisen gaan stellen aan de kwaliteit en hoeveelheid van de overstortende stroom. Hiervoor kan de waterkwaliteitsbeheerder als instrument de Wet Verontreiniging Oppervlaktewater gebruiken waarin een vergunningstraject voor overstorten op oppervlaktewater geregeld is.
Een tweede mogelijk doel kan zijn de druk op de rioolwaterzuiveringsinstallatie gelijkmatiger te verdelen en daarmee het rioolstelsel en de rioolwaterzuiveringsinstallatie beter op elkaar af te stemmen. Dit kan echter lastig zijn, omdat de beheerder van het rioolstelsel meestal een gemeente is en de beheerder van de rioolwaterzuiveringsinstallatie en een deel van het oppervlaktewater het waterschap of hoogheemraadschap is.

## Waterberging in gebieden voor opslag of bij dreigende overstroming
Sinds de problemen met wateroverlast in het eind van de 20e eeuw wordt gezocht naar de mogelijkheden om dit via waterberging in bepaalde gebieden te voorkomen. Daarbij worden wateren voor waterberging aangewezen maar soms ook grote agrarische of natuurgebieden die bij een dreigende overstroming moeten dienen om water tijdelijk op te vangen. De kleinschalige, tot 50 hectare, worden retentiegebied genoemd terwijl voor overloop op grote schaal zogenaamde waterbergingsgebieden zijn aangewezen. In Drenthe kan bijvoorbeeld het ca. 2500 ha grote De Onlanden dienen als waterbergingsgebied. Soortgelijke voorzieningen zijn ook elders beschikbaar.